# Poeni (okręg Teleorman)
Poeni – wieś w Rumunii, w okręgu Teleorman, w gminie Poeni. W 2011 roku liczyła 1557 mieszkańców.